# فرجينيا فرازير
فرجينيا فرازير (بالإنجليزية: Virginia Fraser)‏ هي ناشِطة أمريكية، ولدت في 30 سبتمبر 1928 في كليفلاند في الولايات المتحدة، وتوفيت في 18 نوفمبر 2011.